# The Very Best of Poco (1975)
| Recensione              | Giudizio |
| ----------------------- | -------- |
| AllMusic                | [ 2 ]    |
| Dizionario del Pop-Rock | [ 3 ]    |
| 24.000 dischi           | [ 4 ]    |

The Very Best of Poco è un album raccolta dei Poco, pubblicato dalla Epic Records nell'agosto del 1975. La versione della raccolta pubblicata su CD nel 1990 (sempre dalla Epic Records, EGK-33537), rispetto al doppio album originale in vinile è mancante di due brani (Railroad Days e Skatin').

## Tracce
Lato A
1. You Better Think Twice – 3:17 (Jim Messina) – Tratto dall'album Poco (1970)
2. Just for Me and You – 3:34 (Richie Furay) – Tratto dall'album From the Inside (1971)
3. Bad Weather – 5:01 (Paul Cotton) – Tratto dall'album From the Inside (1971)
4. Fools Gold – 2:19 (Rusty Young) – Tratto dall'album Crazy Eyes (1973)
5. A Good Feelin' to Know – 3:54 (Richie Furay) – Tratto dall'album A Good Feelin' to Know (1972)

Lato B
1. Another Time Around – 5:04 (Paul Cotton) – Tratto dall'album Cantamos (1974)
2. Faith in the Families – 3:41 (Paul Cotton) – Tratto dall'album Seven (1974)
3. Medley – 10:10 – Tratto dall'album Deliverin' (1971)

Lato C
1. Railroad Days – 3:36 (Paul Cotton) – Tratto dall'album From the Inside (1971)
2. Sweet Lovin' – 6:26 (Richie Furay) – Tratto dall'album A Good Feelin' to Know (1972)
3. Rocky Mountain Breakdown – 2:15 (Rusty Young) – Tratto dall'album Seven (1974)
4. Here We Go Again – 3:26 (Timothy B. Schmit) – Tratto dall'album Crazy Eyes (1973)
5. C'mon – 3:55 (Richie Furay) – Tratto dall'album Deliverin' (1971)

Lato D
1. A Right Along – 4:40 (Paul Cotton) – Tratto dall'album Crazy Eyes (1973)
2. A Man Like Me – 4:14 (Richie Furay) – Tratto dall'album Deliverin' (1971)
3. And Settlin' Down – 3:41 (Richie Furay) – Tratto dall'album A Good Feelin' to Know (1972)
4. Skatin' – 4:40 (Timothy B. Schmit) – Tratto dall'album Seven (1974)
5. Pickin' Up the Pieces – 3:15 (Richie Furay) – Tratto dall'album Pickin' Up the Pieces (1969)

## Musicisti
- Richie Furay - chitarre, voce
- Jim Messina - chitarre, mandolino, voce
- Rusty Young - chitarra pedal steel, dobro, banjo, pianoforte, organo, chitarra, voce
- Paul Cotton - chitarra, voce
- Randy Meisner - basso, accompagnamento vocale (solo nel brano: Pickin' Up the Pieces)
- Timothy B. Schmit - basso, percussioni, voce (eccetto nel brano: Pickin' Up the Pieces)
- George Grantham - batteria, percussioni, voce
- Jim Messina - produttore (brani: You Better Think Twice, Medley, C'mon, A Man Like Me e Pickin' Up the Pieces)
- Steve Cropper - produttore (brani: Just for Me and You, Bad Weather e Railroad Days)
- Jack Richardson - produttore (brani: Fools Gold, A Good Feelin' to Know, Faith in the Families, Sweet Lovin, Rocky Mountain Breakdown, Here We Go Again, A Right Along, And Settlin' Down e Skatin)
- Jim Mason - produttore (brani: A Good Feelin' to Know, Sweet Lovin' e And Settlin' Down)
- Poco - produttore (brano: Another Time Around)